# François du Bosquet

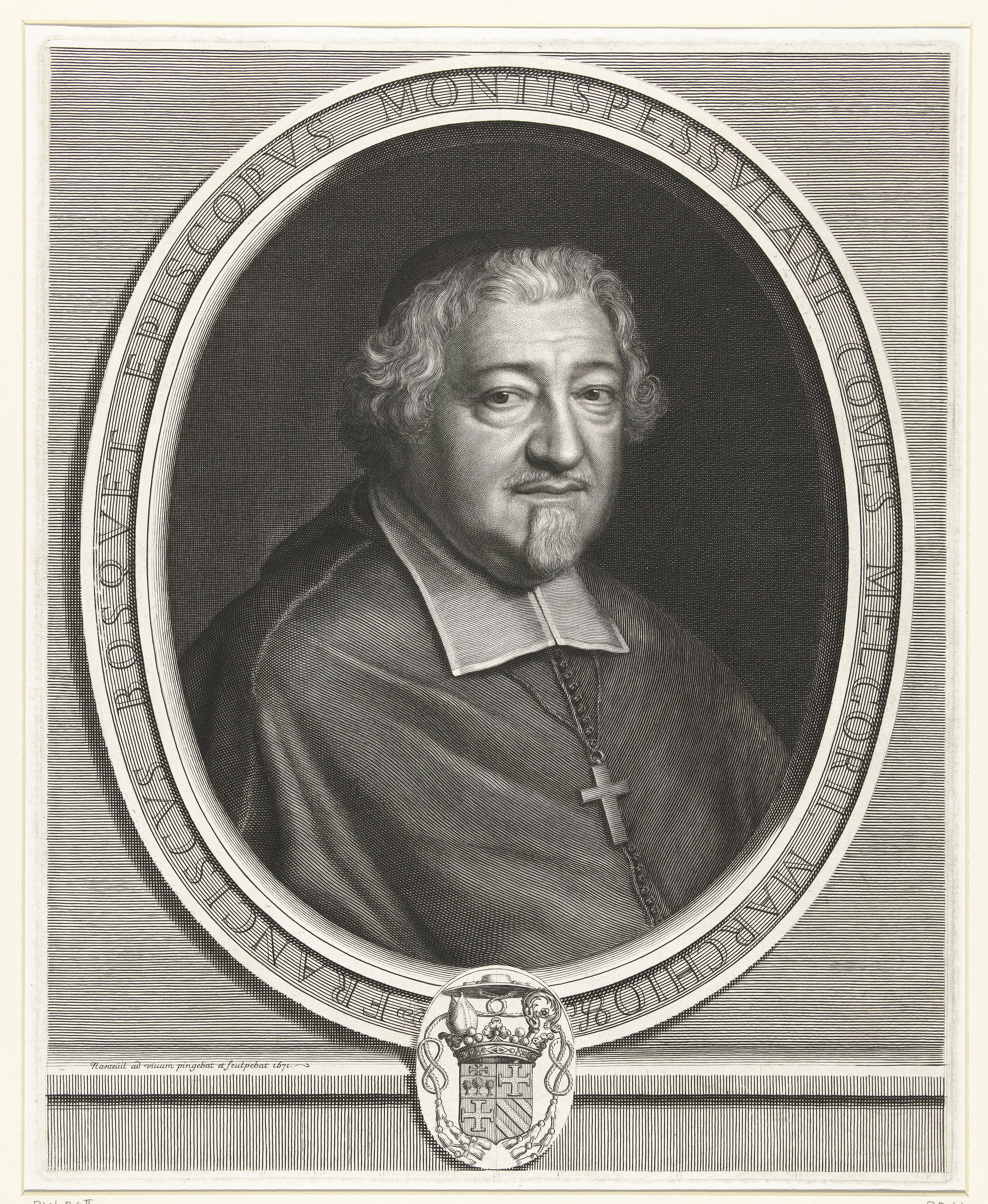
François Bosquet

François Bosquet (1605-1676) fue un religioso e historiador nacido en Narbona y fallecido en Montpellier.

## Biografía
Bosquet fue historiador, obispo de Lodève y de Montpellier, intendente de Guyena y Languedoc y procurador general en el parlamento de Ruen.
Hizo los estudios en Toulouse en el colegio de Foix al mismo tiempo que Baluze y Plantavit de la Pauze, conservando posteriormente una estrecha relación, y sus progresos en derecho e historia fueron grandes, dando diversas obras al público.
El rey de Francia por sus servicios le recompensó con el cargo de Consejero de Estado y posteriormente tras la dimisión de Jean Plan le dio el obispado de Lodève y tuvo el favor de Inocencio X en su labor de las disputas de las cinco proposiciones de Jansenius en Roma y de todo el Sacro Colegio y se le dio el obispado de Montpellier.

## Obras
- Historia ecclessiae gallicanae...., 1636, en 4ª
- La vie de S. Fulcran,...., París. G. Blaizot, 1651.
- Las epístolas de Inocencio III
- Las vidas de los Papas de Aviñon, 1652 en la que Balucio dio una nueva edición, 1693, 2 tomos en 4ª
- Pontificum romanorum,...., París: S. Cramoisy, 1632.
- Remostrance du clergé de France,...., París: A. Vitré, 1656.
- Otras